# Rohdea japonica
Rohdea japonica es una especie del género Rohdea, es una planta herbácea perteneciente a la familia Asparagaceae.

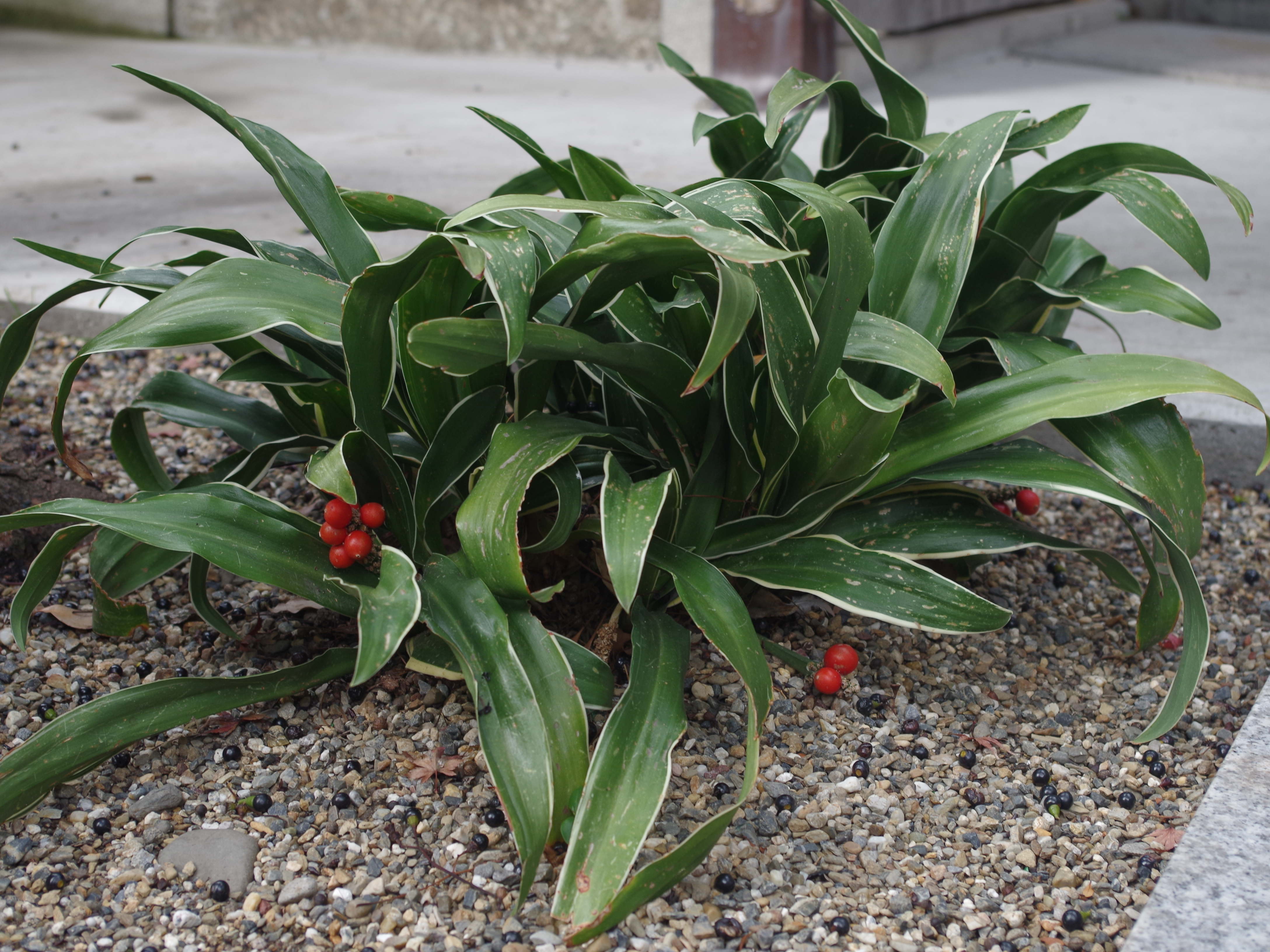
Imagen de varias rohdeas con frutos.

## Descripción
Es una planta herbácea perenne rizomatosa, con raíz fibrosa. Las hojas perennes, ampliamente lanceoladas de 15-50 cm de longitud y 2.5-7 cm de ancho, con el ápice puntiagudo. Las flores se producen en un corto y denso racimo de 3-4 cm de longitud, las flores son de color amarillo pálido de 4-5 mm de largo. El fruto es una baya roja de  8 mm de diámetro, producidas en una agrupación de varias juntas.

## Distribución geográfica
Es nativa del este de Asia desde el sudoeste de China a Japón.

## Cultivos y usos
Es cultivada como planta ornamental. En Chino se llama wan nian qing (simplified: 万年青; traditional: 萬年青; lit. "evergreen"), y en japonés es llamado omoto. La planta es usada en la Medicina tradicional china.

## Taxonomía
Rohdea japonica fue descrita por (Carl Peter Thunberg) Albrecht Wilhelm Roth y publicado en Novae Plantarum Species 197, en el año 1821.
Sinonimia
- Orontium japonicum Thunb.
- Orontium liliifolium Salisb.
- Rohdea esquirolii H.Lév.
- Rohdea japonica var. latifolia Hatus.
- Rohdea sinensis H.Lév.[2][3][4]